# Benedek Dezső (építész)
Benedek Dezső, született Berger Dezső (Pest, 1869. október 20. – Budapest, 1932. február 24.) zsidó származású magyar építész, építési vállalkozó, fővárosi képviselő.

## Életútja
Berger Ferenc posztókereskedő és Meisels Rozália fiaként született, izraelita családban. Nevét 1893-ban Benedekre magyarosította. 1897. április 15-én Budapesten feleségül vette a váci születésű okrogi Zhuber Ilona Anna Olgát, akivel élete végéig házasságban éltek.
Műegyetemi tanulmányait megszakítások és szakváltások jellemezték. A Magyar Királyi József Műegyetemen az 1887 és 1890 között beiratkozott mérnök szakos hallgató volt, az 1890-91. tanévben pedig kilépett hallgatóként tüntették fel az egyetemi évkönyvben. Ennek ellenére az 1891-92. tanévben is beiratkozott hallgató volt mindkét félévben, viszont a kilépési szándékot újból megjelölték. Az 1894-95. tanévben újra a mérnöki karon tanult, de csak egy szemesztert. 1904-ben tűnt újra fel a műegyetem évkönyvében a neve, ugyanis az 1904-1905-ös tanév mindkét félévében aktív hallgató volt, immár az építész karon. Építészi oklevelét végül 1905-ben szerezte meg.
Már diplomája megszerzése előtt, 1898-tól dolgozott építési vállalkozóként. Az első, Benedek Dezső tervei szerint elkészült épületeket az 1900-as évek elejéről ismerjük.
Elnöke volt az Erzsébetvárosi Polgári Kaszinónak. A politikában is szerepet vállalt: Külső-Erzsébetváros képviselőjeként beválasztották a törvényhatósági bizottságba. Az 1920-as évek elejétől a Vázsonyi Vilmos-féle Nemzeti Demokrata Polgári Párt vezetőségének tagja lett.
63 éves korában hunyt el agyvérzésben. A Farkasréti temetőben helyezték örök nyugalomra, az unitárius egyház szertartása szerint.

## Legfontosabb művei Budapesten
| Sorszám                        | Leírás                                                           | Cím                                         | Építés éve | Kép |
| ------------------------------ | ---------------------------------------------------------------- | ------------------------------------------- | ---------- | --- |
| 1.                             | A Szent Angelina Szerb Nőegylet háza.                            | V. ker. Váci utca 63.                       | 1907-1908  |     |
| 2.                             | Kétemeletes ház.                                                 | XIV. ker. Telepes utca 10.                  | 1907-1909  |     |
| 3.                             | Kétemeletes nyaraló.                                             | XIV. ker. Ilka utca 47.                     | 1908-1909  |     |
| 4. dr. Malonyay Dezső bérháza. | XI. ker. Karinthy Frigyes út 3. – Siroki utca 1                  | 1910-1911 (forrás: ÉI 1910.03.13)           |            |     |
| 5.                             | Schuler József villája.                                          | XIV. ker. Ilka utca 51./ Ida utca 2.        | 1910-1911  |     |
| 6.                             | Schlagetter Gyula bérháza.                                       | XI. ker. Villányi út 6.                     | 1911-1912  |     |
| 7.                             | A Magyar Tisztviselők Takarékpénztára Rt. bérháza.               | VIII. ker. Rákóczi út 59.                   | 1911-1912  |     |
| 8.                             | Keleti Lajos bérháza.                                            | VII. ker. Nefelejcs utca 42.                | 1911-1912  |     |
| 9.                             | Szirch Károly villája.                                           | XIV. ker. Amerikai út 48.                   | 1911-1912  |     |
| 10.                            | Az Építőbank Rt. bérháza.                                        | V. ker. Honvéd utca 38.                     | 1912-1913  |     |
| 11.                            | Keleti Lajos bérháza.                                            | VIII. ker. József utca 13./ Rigó utca 2.    | 1912-1913  |     |
| 12.                            | Az Ágostai evangélikus egyház bérháza.                           | V. ker. Október 6. utca 8./ Zrínyi utca 11. | 1913-1914  |     |
| 13.                            | Gróf Crouy Chanel Endréné bérháza.                               | V. ker. Nyáry Pál utca 9.                   | 1913-1914  |     |
| 14.                            | Négyemeletes ház. "Zuglói vasalóház", a mai Tisza István térnél. | XIV. ker. Bosnyák utca 1/a.                 | 1913-1914  |     |